# Hėrlėn
Il fiume Hėrlėn (in mongolo Хэрлэн гол, Hėrlėn gol; cinese 克鲁伦河, Kèlǔlún hé) scorre nella Mongolia orientale e sfocia nel lago Hulun (mongolo Хөлөн нуур, нуур = lago), nella Mongolia Interna, in Cina.

## Percorso
Il fiume ha origine sul versante meridionale dei monti Hėntij, vicino al monte Burhan Haldun (Бурхан Халдун), 180 km circa a nord-est di Ulan Bator.
Il fiume scorre poi prevalentemente in direzione est attraverso la provincia del Hėntij; tocca la città di Ôndôrhaan e poi Čojbalsan, nel Dornod, dove ha una portata media di 15,3 m³/s. Entra poi in Cina, nella Mongolia Interna sfociando dopo 164 km nel lago di Hulun 48°45′N 117°07′E.

## Sistema Hėrlėn-Argun'-Amur

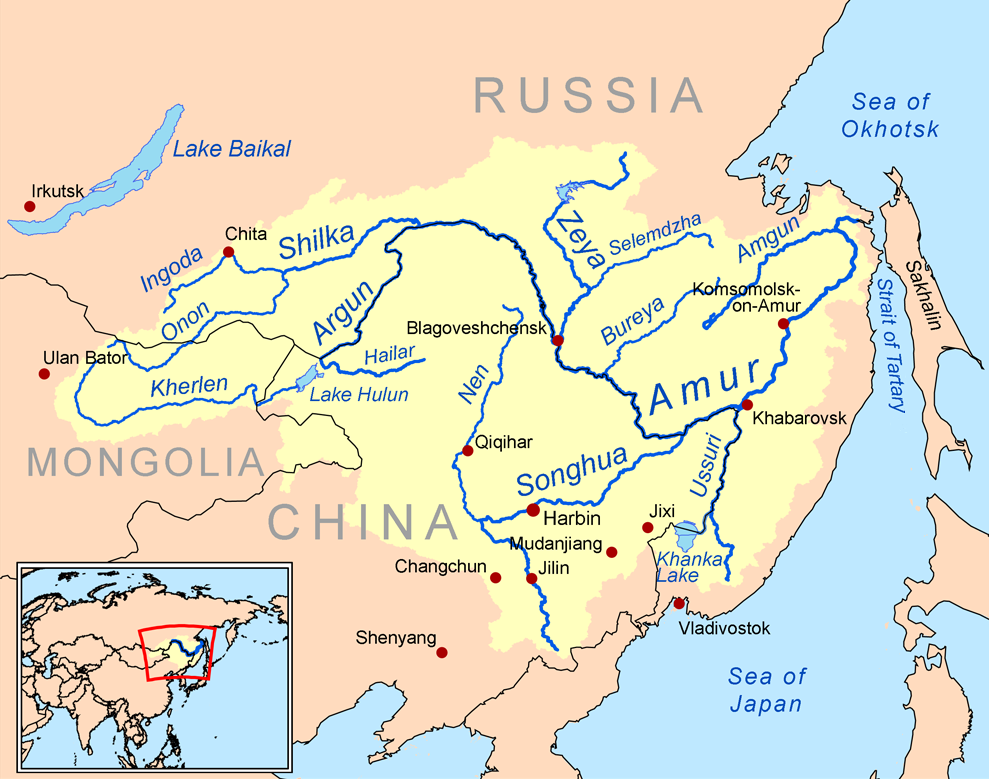
Il sistema Hėrlėn-Argun'-Amur

In anni particolarmente piovosi, il lago Hulun, che non ha normalmente emissari, lascia defluire (ad est) le sue acque che raggiungono il fiume Argun', affluente dell'Amur dando così luogo ad un sistema fluviale fra i più lunghi al mondo: 5.054 km.